# Шпайхер
Шпайхер (нем. Speicher AR) — коммуна в Швейцарии, в кантоне Аппенцелль-Ауссерроден. 
Население составляет 3963 человека (на 31 декабря 2006 года). Официальный код  —  3023.